# 萊克普雷里鎮區 (明尼蘇達州尼科萊特縣)
萊克普雷里鎮區（英語：Lake Prairie Township）是位於美國明尼蘇達州尼科萊特縣的一個行政鎮區。

## 歷史
萊克普雷里鎮區於1858年設立，得名自當地的湖和草原。

## 地方資料
萊克普雷里鎮區的面積為143.10平方千米，當中陸地面積為141.90平方千米，而水域面積為1.20平方千米。根據2020年美國人口普查的數據，當地共有人口630人，而人口密度為每平方千米4.4人。